# Liste des flottilles de sous-marins allemands de la Seconde Guerre mondiale
Liste des flottilles de sous-marins allemands de la Kriegsmarine pendant la Seconde Guerre mondiale.

## Liste
Les trente-et-une flottilles (Unterseebootsflottille) créées se répartissent en deux catégories suivant leurs missions : quinze flottilles d'entraînement (Ausbildungsflottille) et seize flottilles de combat (Frontflottille). Certaines flottilles reçoivent les deux missions.
Tableau de vingt-neuf flottilles :
| Flottille                  | Catégorie             | Port d'attache principal | Pays          |
| -------------------------- | --------------------- | ------------------------ | ------------- |
| 1. Unterseebootsflottille  | Combat                | Brest                    | France        |
| 2. Unterseebootsflottille  | Combat                | Lorient                  | France        |
| 3. Unterseebootsflottille  | Combat                | La Rochelle              | France        |
| 4. Unterseebootsflottille  | Entraînement          | Stettin                  | Pologne       |
| 5. Unterseebootsflottille  | Combat / Entraînement | Kiel                     | Allemagne     |
| 6. Unterseebootsflottille  | Combat                | Saint-Nazaire            | France        |
| 7. Unterseebootsflottille  | Combat                | Saint-Nazaire            | France        |
| 8. Unterseebootsflottille  | Entraînement          | Danzig                   | Pologne       |
| 9. Unterseebootsflottille  | Combat                | Brest                    | France        |
| 10. Unterseebootsflottille | Combat                | Lorient                  | France        |
| 11. Unterseebootsflottille | Combat                | Bergen                   | Norvège       |
| 12. Unterseebootsflottille | Combat                | Bordeaux                 | France        |
| 13. Unterseebootsflottille | Combat                | Trondheim                | Norvège       |
| 14. Unterseebootsflottille | Combat                | Narvik                   | Norvège       |
| 18. Unterseebootsflottille | Entraînement          | Hela                     | Pologne       |
| 19. Unterseebootsflottille | Entraînement          | Pillau                   | Russie        |
| 20. Unterseebootsflottille | Entraînement          | Pillau                   | Russie        |
| 21. Unterseebootsflottille | Entraînement          | Pillau                   | Russie        |
| 22. Unterseebootsflottille | Entraînement          | Gotenhafen               | Pologne       |
| 23. Unterseebootsflottille | Combat Entraînement   | Salamine Danzig          | Grèce Pologne |
| 24. Unterseebootsflottille | Entraînement          | Memel                    | Allemagne     |
| 25. Unterseebootsflottille | Entraînement          | Libau                    | Lettonie      |
| 26. Unterseebootsflottille | Entraînement          | Pillau                   | Russie        |
| 27. Unterseebootsflottille | Entraînement          | Gotenhafen               | Pologne       |
| 29. Unterseebootsflottille | Combat                | La Spezia                | Italie        |
| 30. Unterseebootsflottille | Combat                | Constanța                | Roumanie      |
| 31. Unterseebootsflottille | Entraînement          | Hambourg                 | Allemagne     |
| 32. Unterseebootsflottille | Entraînement          | Königsberg               | Russie        |
| 33. Unterseebootsflottille | Combat                | Flensbourg               | Allemagne     |